# Ludovico Carminati
Ludovico Carminati (Seriate, 21 settembre 1992) è un ex pallavolista italiano.
Giocava nel ruolo di schiacciatore.

## Carriera
La carriera di Ludovico Carminati inizia nel 2011 nelle giovanili della Pallavolo Modena. Nella stagione 2012-13 esordisce in Serie A2 a seguito dell'ingaggio da parte della Pallavolo Città di Castello, club con il quale conquista la promozione in Serie A1, divisione dove milita nell'annata successiva vestendo la stessa maglia.
Nella stagione 2014-15 passa alla Libertas Brianza di Cantù, in Serie A2, mentre in quella successiva è alla Volley Lupi Santa Croce, in Serie B1; tuttavia ritorna nel campionato cadetto per la stagione 2016-17 difendendo i colori dell'Olimpia Pallavolo di Bergamo: al termine della stagione 2017-18 annuncia il proprio ritiro dall'attività agonistica.